# 関原地震
関原地震（せきはらじしん）は、1927年（昭和2年）10月27日10時53分40秒（JST）、新潟県三島郡関原村（現長岡市）付近を震源として発生した地震。

## 概要
震央は北緯37度30.0分、東経138度50.9分の新潟県三島郡関原村付近で、震源の深さは10km、地震の規模はM5.2。震央周辺で局所的に家屋倒壊などの被害を出した典型的な直下型地震である。気象官署での最大震度は新潟県高田市における震度3の弱震だが、震央付近の関原で震度6の烈震を観測したとされる。

### 地震前後の活動
本震の同日に3度の前震があった。
余震活動は一時的で、地震発生当日の14時〜23時の間は20〜30分毎に1回、同日23時40分から28日1時30分の間に27回、28日2時46分〜9時の間に26回起こり、その後は一気に沈静化したという。また、地震により上富岡町から西の領域が約1cm沈降した。

## 被害
- 負傷者：2名
- 家屋全壊：2戸
- 家屋半壊：23戸
- 家屋大破：234戸

被害は新潟県三島郡の関原・宮本・日吉の3村（いずれも現在の長岡市）に集中した。日吉村内では鳥越、出雲関の県道が大破し、宮本村内では田に石油ガスの噴出孔が生じで青砂と石油が噴出した。
震央の近傍では1961年に同規模の長岡地震が発生しているが、この地震は長岡地震に比べて被害が極めて小さかった。